# Saint-Gabriel (Quebec)
Saint-Gabriel é uma cidade localizada na província de Quebec no Canadá.